# جو تشنغ تشو
زهو تشنغ زهو (周承舟) هو مخرج أفلام ومصور صيني. ولد في 28 ديسمبر 1982.ومصور صيني .   
لقد أولى زهو تشنغ زهو اهتمامًا طويلًا للمشاكل المتعلقة بالرفاهية العقلية والروحية للأفراد، وركز بحثه ونشاطه المهني على مثل هذه الأمراض. نظرية زهو تشنغ زهو الفنية تدور أيضًا حول مفاهيم الصناعة والحضرية والتهميش. يصور عمل زهو كفنان وصانع أفلام وكاتب الاغتراب - بين الناس والأماكن و"ثقافة أوسع ومتجانسة".  

## وقت مبكر من الحياة
ولد زهو تشنغ زهو في Changde (常德) في مقاطعة هونان في ديسمبر 1982.
عندما كان زهو يبلغ من العمر 7 سنوات، علمه والده كيفية استخدام كاميرا فيلمية وإنتاج صور أكثر وضوحًا، مما أشعل بداية حبه للتصوير الفوتوغرافي. كان يقوم به ذلك فقط للمتعة في ذلك الوقت ولم يكن لديه أية خطط لتحويله إلى مهنة.
قضى عدة سنوات في تطوير الأحذية بعد حصوله على درجة البكالوريوس في اللغة الصينية والأدب من جامعة بكين في عام 2005. ومع ذلك، كانت خلال هذه الفترة تتجدد حبه للتصوير الفوتوغرافي حيث التقط أكثر من 200،000 صورة للأحذية للترويج لها عبر الإنترنت. وقد ساهم هذا في تعزيز قدراته الفوتوغرافية.
في عام 2015، نقل اهتمامه بشكل أكبر إلى التصوير الفوتوغرافي، حيث حسن مهاراته من خلال تجارب مختلفة، بما في ذلك فترة عمل في مجموعة تلفزيونية وتصوير في أسبوع الموضة في باريس عام 2016. ثم أصبح رسميًا مصورًا فوتوغرافيًا وبدأ مسيرة مهنية وراء العدسة، حيث التقط صورًا لمشاريع هندسية ضخمة وبنية تحتية للسكك الحديدية السريعة باستخدام الطائرات بدون طيار. ومع تزايد خبرته، سعى إلى الابتعاد عن مفاهيم التصوير التقليدية وتطوير أسلوبه الخاص. 

## سيرة شخصية
يركز بشكل أساسي على إنتاج ودراسة الأعمال المتعلقة بالوعي الروحي. يسلط عمله الضوء على الفجوة بين الناس وثقافة عالمية أوسع، مع إدراج ثيمات الصناعة والحضرية والتهميش.  

## الجوائز والتكريمات
- جوائز Lensculture Summer المفتوحة لعام 2022 ، الفائز [8] [9]

- الفائز بجائزة 1x للصور 2017/18 [10]

- جائزة Aesthetica Art لعامي 2019 و 2023 ، المتأهلة للتصفيات النهائية [11]
- Photofest مع جائزة National Geographic 2019 ، الفائز

- جائزة Lensculture Art Photography لعام 2018 ، التصفيات النهائية [12]

- جائزة FAPA الخامسة ، المتأهل للتصفيات النهائية [13]

## مهنة صناعة الأفلام
صدر فيلمه الأول ، اللاوعي ، في عام 2020 ، وفاز بجائزة أفضل فيلم روائي طويل في 13 مهرجان ديل سينما باتولوجيكو  ، وفاز بجائزة لجنة التحكيم في منتدى لوس أنجلوس للأفلام تحت الأرض.  تم ترشيحه من قبل مهرجان أديرونداك السينمائي ،  ومهرجان جيلي السينمائي.
أكمل فيلمه الثاني Unreflex Land عام 2021.
أكمل فيلمه الطويل الأول ، Time Provider ، في عام 2022.

## فيلموغرافيا
| سنة  | عنوان         | مخرج | كاتب |
| ---- | ------------- | ---- | ---- |
| 2020 | اللاوعي       | نعم  | نعم  |
| 2021 | أرض           | نعم  | نعم  |
| 2022 | مزود الوقت    | نعم  | نعم  |
| 2022 | جنة الأوقات   | نعم  | نعم  |
| 2022 | سحب الطوب     | نعم  | نعم  |
| 2023 | تتفتح القزحية | نعم  | نعم  |

## المعارض
معرض LensCulture - معرض في سومرست هاوس ، فوتو لندن 2023  
تايمز بارادايس - جائزة Aesthetica Art Prize 2023 في معرض معرض يورك للفنون ، 2023  
تايمز بارادايس - 798 Art Zone ، IDEAL GAS ، 2023  
أين ذهبت القمامة؟ - معرض بمتحف توداي للفنون 2020 
ما وراء الحدود - معرض LensCulture في Aperture Gallery 2019  
Under the Consciousness - Aesthetica Art Prize 2019 Exhibition at York Art Gallery 2019 
A Planet In Balance - معرض الصور مع معرض ناشيونال جيوغرافيك 2019  
طبيعة متعددة الأبعاد - مهرجان Pingyao الدولي للتصوير الفوتوغرافي ، 2017

## المنشورات
- مجلة الرؤية ربيع 2023 رقم 190 الثقافة - أثناء التجول ، أثناء اللعب [28]
- المستقبل الآن ، 2023 [29]
- X ، 1X ، 2018(ردمك 9789-1979-1847-3) [30]
- المستقبل الآن ، 2019 [31]
- الحياة المبتذلة والانشاد الأنيق ، على الطريقة الصينية موندريان ، P232-233 ، 2015 ،(ردمك 978-7-115-41109-9) [32]

## روابط خارجية
[http://www.imdb.com/name/nm11365482/ Zhou Chengzhou
] في قاعدة بيانات الأفلام على الإنترنت